# Adolfo López Mateos, Tezonapa
Adolfo López Mateos är en ort i Mexiko.   Den ligger i kommunen Tezonapa och delstaten Veracruz, i den sydöstra delen av landet, 270 km öster om huvudstaden Mexico City. Adolfo López Mateos ligger 109 meter över havet och antalet invånare är 335.
Terrängen runt Adolfo López Mateos är varierad. Runt Adolfo López Mateos är det ganska tätbefolkat, med 58 invånare per kvadratkilometer. Närmaste större samhälle är Cosolapa, 19,2 km nordost om Adolfo López Mateos. I omgivningarna runt Adolfo López Mateos växer i huvudsak städsegrön lövskog.